# Madame Racketeer
Madame Racketeer és una pel·lícula de comèdia estatunidenca de 1932 protagonitzada per Alison Skipworth, Richard Bennett i George Raft. La pel·lícula va ser dirigida per Harry Wagstaff Gribble i Alexander Hall, i ser produïda i distribuïda per Paramount Pictures.

## Argument
L'estafadora internacional Martha Hicks, també coneguda com la Comtessa von Claudwig, és alliberada de la presó i decideix tractar el seu reumatisme amb una estada a l'hotel del seu marit en un balneari de Wisconsin.

## Repartiment
- Alison Skipworth com Comtessa/Martha Hicks
- Richard Bennett com Elmer Hicks
- George Raft com Jack Houston
- John Breeden com David Butterworth
- Evalyn Knapp com Alice Hicks
- Gertrude Messinger com Patsy Hicks
- Robert McWade com James Butterworth
- J. Farrell MacDonald as John Adams
- Jessie Arnold com Frankie
- Anna Chandler com Stella
- Oscar Apfel com J. Harrington Hagneya
- Arthur Hoyt com Shiffem
- Irving Bacon com Gus
- George Barbier com Warden George Waddell
- Frank Beal as Appleby, director de banc
- Robert Homans com cap de policia
- Winter Hall com ministre
- Ed Brady com taxista

## Producció
La pel·lícula es basava en un guió original basat en la vida d'una dona real. Va ser venut sota el títol The Countess of Auburn . Això es va canviar a The Sporting Widow i després Madame Racketeer. El març de 1932 Paramont va anunciar que Alison Skipworth seria el protagonista.
L'abril de 1932 Irving Cummings va signar per dirigir. George Raft va ser contractat més tard aquell mes. Raft havia signat recentment un contracte a llarg termini amb Paramount gràcies a la seva força del seu treball a Scarface, però aquesta pel·lícula encara no s'havia estrenat a tots els llocs.
Es van fer nombrosos canvis després d'acabar la pel·lícula.
La pel·lícula va ser una de les 23 pel·lícules que Paramount va sotmetre a tràmit el gener de 1933.

## Recepció
El New York Times va dir que "una part és divertida, una part prou divertida i una part una mica trista".